# Ах
Ах је староегипатски животни елемент, означава духа који се после смрти ослобађа од тела и иде на небо.
Египћани су веровали да је човек састављен из тела (Кхет), имена (Рен), сенке (Шут]]) и три душе (Ка, Ба, Ах).
Хијероглифска ознака за Ах је ибис.
У текстовима пирамида се каже да Ах припада небесима, а тело земљи. Ах је везан за ране представе о царству мртвих међу звездама.
У старијем добу Ах штити гробницу. Током Средњег краљевства све више на значењу добија веровање у Ба душу, а Ах све више постаје дух умрлог.
У Новом краљевству, Ах је опасно биће коме треба угодити, јер може нанети зло, њој су упућена писма мртвима.